# Амигдалеонас
Амигдалеонас (грч. Αμυγδαλεώνας) је насељено место у општини Кавала у периферији Источна Македонија и Тракија, Грчка. Према попису из 2021. године било је 2.647 становника.
Према бугарском географу и историчару, Василу Канчову, у Амигдалеонасу је 1900. године живело 30 Рома. Током Балканских ратова село је настрадало и становништво је избегло. После Првог светског рата насељене су грчке избеглице, којих је 1920. године било 153. Село се раније звало Бадем Чифлик.